# Agrostis idahoensis
Agrostis idahoensis é uma espécie de gramínea do gênero Agrostis, pertencente à família Poaceae.